# GNOME
A GNOME (GNU Network Object Model Environment) egy grafikus felhasználói felület Linuxhoz és egyéb Unix-szerű operációs rendszerekhez. A KDE mellett a legnagyobb tudású nyílt forráskódú grafikus felhasználói felület.
A GNU projekt hivatalos és számos Linux-disztribúció alapértelmezett felülete.

## Történet
Miguel de Icaza 1997 augusztusában levelet írt néhány ismerősének (Richard Stallman, Spencer Kimball, Peter Mathis, Marc Ewing, Elliot Lee és Erik Troan), melyben felvázolta egy új grafikus munkakörnyezet kialakítását. A levél szerint a KDE szép, és nagyon jó munkát végeztek a szoftverfejlesztők, de sajnos a nem ingyenes Qt eszközkészletet választották, ezért ő inkább a GTK eszközkészletre támaszkodva szeretne hasonlót felépíteni és ehhez várja további fejlesztők csatlakozását (később a Qt a 2.0-ás verziójától, 1999 júniusától szintén ingyenes lett). Elképzelése szerint a munkakörnyezet központi eleme a panel lesz, amely köré egy keretrendszer épül az alkalmazásoknak. Ezért vált lehetségessé, hogy ez a rendszer szinte mindegyik ablakkezelővel képes együttműködni, bár a lehetőségek teljes kihasználásához nem árt, ha az ablakkezelő "GNOME-kompatibilis", ilyen például a Sawfish vagy a Metacity. Természetesen a GNOME-ban is elérhetőek kisalkalmazások (applet),
vagyis olyan alkalmazások, melyek közvetlenül a panelen helyezkednek el és ott futnak.

## Célok
Egy olyan robusztus felhasználói és fejlesztési felület létrehozása a cél, amely könnyen kezelhető és felhasználóbarát. Nem monolitikus, hanem több, egymással szorosan közreműködő komponens alkotja. A felületet a népszerű GTK elemkészlet alkotja, amelyre a GNOME programozói függvénykönyvtára épül.

## Gnome platformok

A GNOME grafikus felhasználói felülete a GNOME Shell; Mutter az ablakkezelő és X.Org Server a kijelző szerver

A GNOME jelenleg a legtöbb Linux és Unix platformra elérhető, általában előre elkészített csomagok formájában. A forrásból való telepítésben segít a GARNOME.

## Változatok
A fejlesztők igyekeznek tartani magukat a hat hónapos kiadási ciklushoz. Ehhez az önként vállalt kötelezettséghez az utóbbi években sikeresen tartani is tudták magukat.

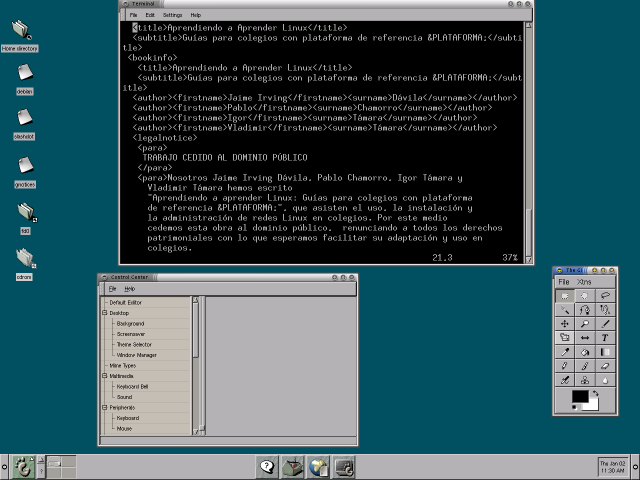
GNOME 1
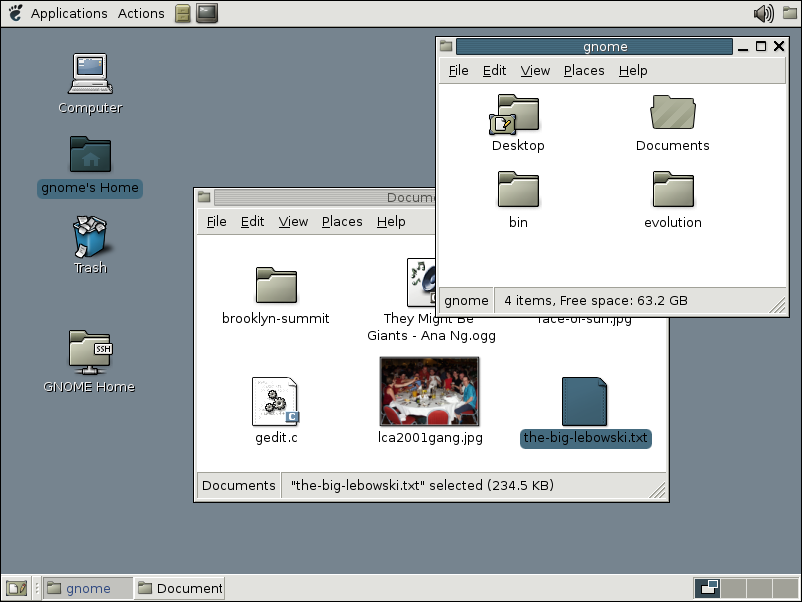
GNOME 2.6
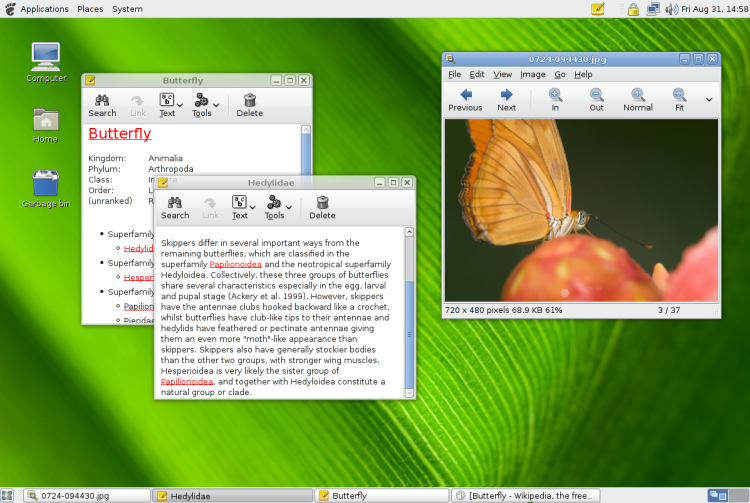
GNOME 2.20
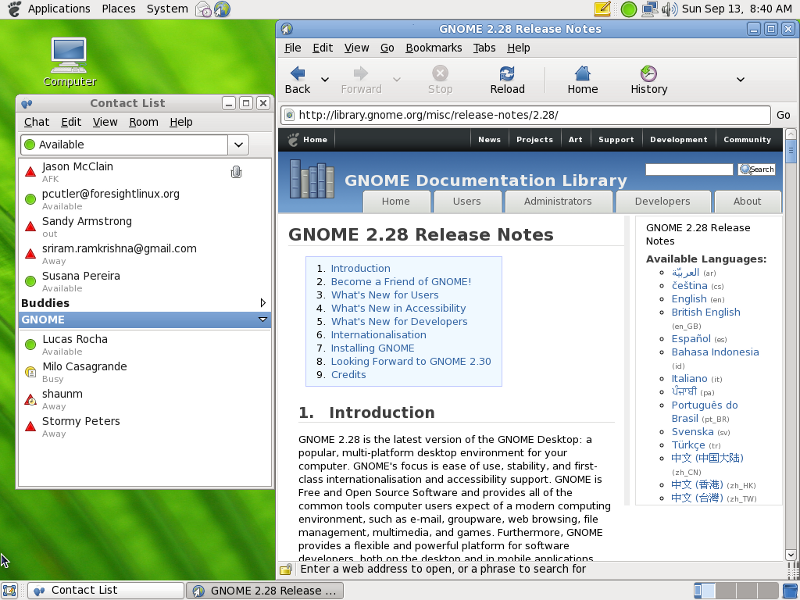
GNOME 2.28
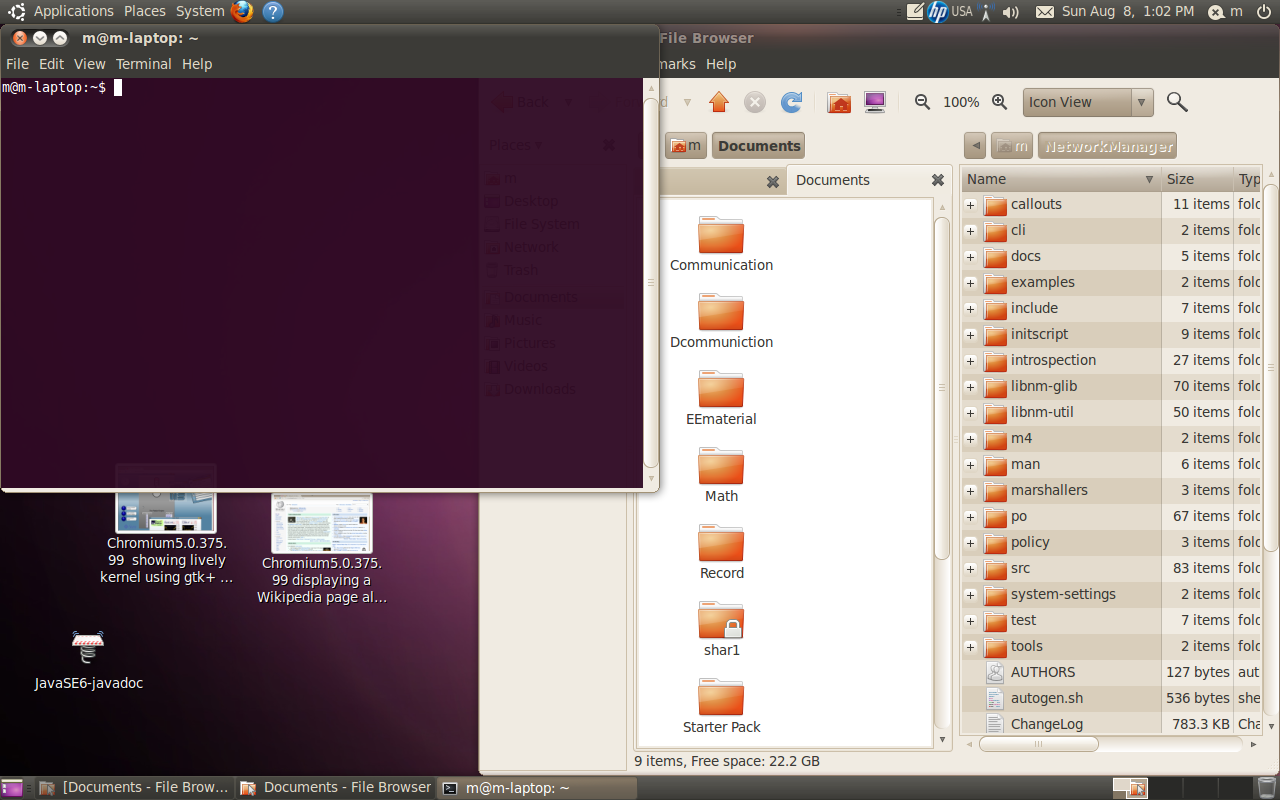
GNOME 2.30
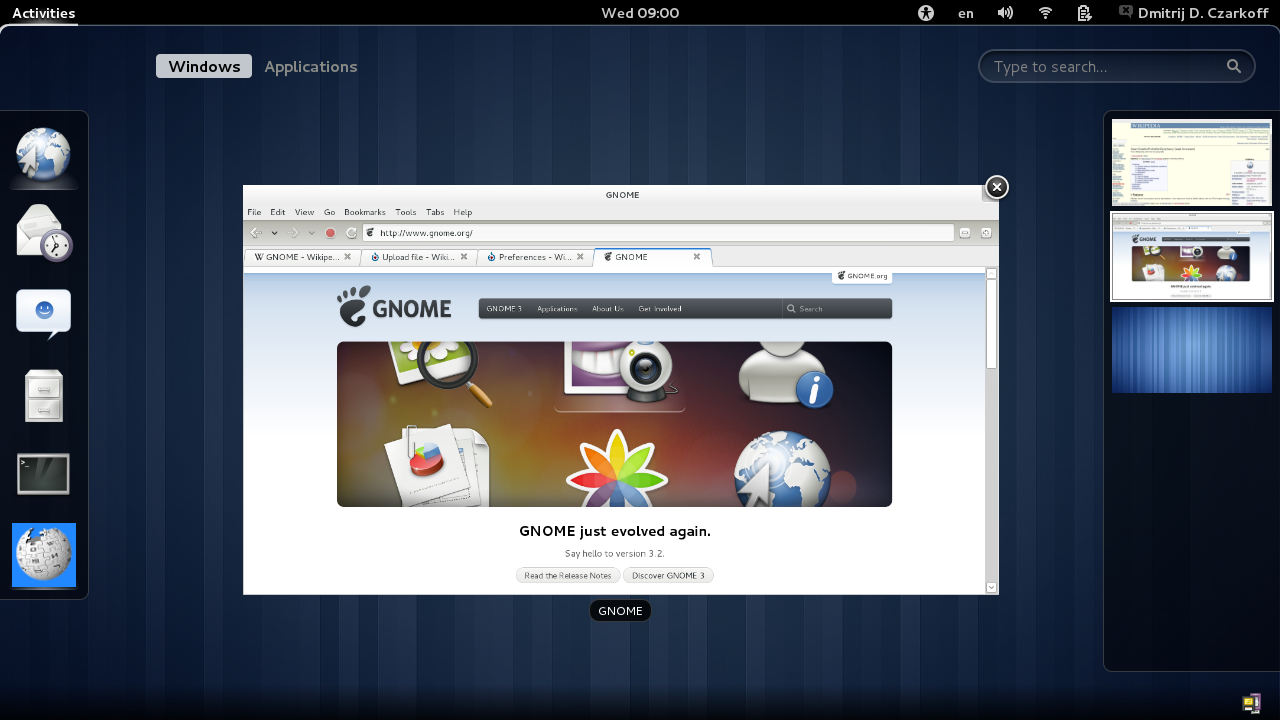
GNOME 3.2
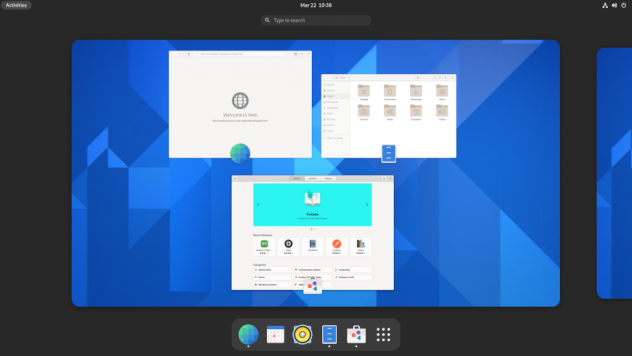
GNOME 40

## GNOME alkalmazások
- GNOME Shell;
- GNOME Office
  - AbiWord – szövegszerkesztő;
  - Gnumeric – táblázatkezelő;
  - GNOME-DB - adatbázis-kapcsolati alkalmazás;
- GIMP – képszerkesztő;
- GNOME Web – webböngésző;
- Evolution – levelező és naptáralkalmazás;
- Evince, dokumentum nézegető;
- Empathy - azonnali üzenetküldő;
- Gedit – szövegszerkesztő;
- Ekiga – telefon és VoIP alkalmazás (korábban GnomeMeeting);
- Files – fájlkezelő;
- Terminal;
- Rhythmbox – zenelejátszó program (hasonló az iTunes-hoz);
- Totem – médialejátszó.

## Kapcsolódó szócikk
- X ablakkezelő

## Külső hivatkozások
- A GNOME hivatalos oldala